# Maëlle Picut

a Compétitions nationales et continentales officielles uniquement.

b Matchs officiels uniquement.
Dernière mise à jour le 15 août 2023.
Maëlle Picut, née le 23 novembre 1999 à Versailles, est une joueuse internationale française de rugby à XV. Elle évolue au poste de deuxième ligne à Blagnac ainsi qu'en équipe de France.

## Biographie
Maëlle Picut naît à Versailles le 23 novembre 1999,. Son père, un homme d'affaires, a porté les couleurs de l'équipe de France d'aviron. Elle grandit à l'étranger, et notamment à Hong-Kong, où elle débute le rugby et est sélectionnée en équipe nationale de rugby à 7 et à XV. 
Elle rejoint en 2022 le club de Blagnac.
Elle est sélectionnée en équipe de France pour le premier match du Tournoi des Six Nations 2023, contre l’Italie le 26 mars 2023, entrant en jeu en cours de seconde mi-temps. Elle est titularisée pour la première fois le 16 avril suivant, contre l’Écosse.